# 韓國瑜參與2020年中華民國總統選舉
台灣政治人物韓國瑜在黨内初選勝出后，利用周末時間到一些縣市進行2020年中華民國總統選舉之競選活動，八月到了桃園市、南投縣、新竹縣，九月在彰化縣。8月17日，韩带领顾问团部分成员召开国政顾问团成军记者会並公佈百人名單，张善政、杜紫军任正副总召集人。10月16日開始請假展開全台“土地傾聽學習之旅”，從最南部的屏東縣出發，逐漸北上到臺南、嘉義、雲林、彰化等地參拜當地宮廟，與農漁民、觀光業者、中小企業和青年座談，並與立委參選人聯合造勢，12月初結束40幾天的傾聽之旅回防高雄。11月11日，公佈副手為前行政院長、現任國政顧問團長張善政。12月8日下午，在新北竞选总部成立大會上正式公佈朱立倫任全国竞选总部主委。12月9日，韓國瑜與張善政一同出席中選會抽籤，「國政配」抽中二號。

## 黨内初選
自2019年2月媒體把韓國瑜列入民調中並穩定領先黨内對手朱立倫、王金平和黨外對手蔡英文、賴清德、柯文哲后，媒體在多次提問韓是否有意參選2020總統時，韓的發言基本是以高雄市政爲主、2020大選目前不在他的考量範圍。由於朱立倫在許多三角督的民調中不敵柯文哲，爲了讓國民黨重返執政、推出黨最有勝算的候選人，在郭台銘表態參選之前，一些國民黨基層和民意代表發出直接徵召韓參選總統的呼聲，如臺北市議員王鴻薇、王欣儀、應曉薇，國民黨中央委員徐正文等人。對於徵召韓參選總統的呼聲，朱立倫表示如果黨徵召韓國瑜將會支持，王金平則持反對意見並有意參選到底。郭台銘表態參選后，從美國歸來的韓發出五點聲明表示現行的國民黨初選制度他無法參加，黨主席吳敦義表示韓可以被動地參加“徵召式初選”，需要登記、繳納500萬新台幣的作業費用和參與政見發表會。5月13日，他在接受東森新聞台「關鍵時刻」主持人劉寶傑專訪時表示，“假設真的當選總統，他會在高雄上班，要讓台灣達到真正的「南北平衡」”，這被認爲是韓首次正式表態會參選2020。6月1日，韓出席其支持者在臺北凱達格蘭大道舉行的「決戰2020、贏回台灣」造勢大會，他願意“爲了中華民國而粉身碎骨”。6月5日，韓與黨内初選中央五人小組的吳敦義、郝龍斌、曾永權等人在高雄蓮潭會館會談，表態願意接受特別辦法參加初選。

### 造勢活動
2019年6月1日下午，韓國瑜支持者在臺北市凱道舉行「決戰2020、贏回台灣」全國團結力挺韓國瑜造勢大會，據傳活動由前花蓮縣縣長傅崐萁在背後操辦，主持人有臺北市議員王鴻薇、王欣儀、戴錫欽和新北市議員唐慧琳，儘管下了多次大雨，最終主辦方宣佈有超過30萬接近40萬人出席（臺北市警局沒有公佈估算人數），參加大會的包括雲林縣縣長張麗善，國民黨立委沈智慧、林德福、柯志恩、呂玉玲、蔣萬安、李彥秀、林奕華、陳學聖、陳宜民、陳雪生共10人和金門縣無黨籍立委陳玉珍，國民黨中常委有姚江臨、李德維、曾文培、游家富、李昭平、劉大貝，前立委孫大千，國民黨中央委員徐正文，全國農會理事長蕭景田，全國公務員協會理事長李來希，庶民韓粉代表強強滾、文山伯、杏仁哥、陳清茂、貼紙哥（統稱「挺韓五虎将」）也都上臺講話支持，下午5時韓國瑜妻子李佳芬陪同韓國瑜一起上臺，韓發表20多分鐘的講話表示願意「爲了中華民國而粉身碎骨」，最后與大家合唱《中華民國頌》。事後的一張照片讓坐在雨中手扶國旗的「背影哥」形象走紅。
6月8日下午，「決戰2020·贏回台灣」花蓮大造勢在花蓮東大門夜市廣場舉行，儘管到花蓮的交通非常不便，主辦方最後宣佈有15萬人出席（綠營媒體報道花蓮警方評估現場人數為6萬），創造花蓮史上最大規模選舉造勢場合紀錄。現任花蓮縣長徐榛蔚、立委許淑華（也是主持人之一）、台南市議員謝龍介等人出席，韓在最後發言時正式宣布他已登記國民黨總統初選，並提出東部地區的三大交通建設：蘇花改二期工程應趕快完工；打通國道六號，讓台中花蓮變成一日生活圈；環島高速公路網要早日興建完成。最後大合唱「我們都是一家人」和「甜蜜蜜」。
6月15日下午的「台灣心雲林情、後頭厝來相挺」大造勢在雲林縣斗六市人文、環保、運動3大公園舉行，主辦方宣佈12萬人參加（一位花蓮青農「冬雨晴日」用無人機加AI大數據的科學方法保守估算現場人數為62,895人），炎熱的天氣導致多位支持者中暑送醫，作爲雲林女婿的韓國瑜得到雲林縣政府和縣議會的力挺，縣長張麗善、議長沈宗隆及多位議員都出席，立委許淑華依舊是主持人之一，其他還有嘉義市市長黃敏惠、彰化立委柯呈枋、前立委孫大千、台北市議員應曉薇、臺南市議員謝龍介、全國農會理事長蕭景田、高雄市議員劉德林和黃柏霖等。6月12日成立的由超過200人組成的「韓國瑜青年軍後援會」（40嵗以下）也首次出場擔任韓國瑜護衛隊，主要代表包括陳品宏和高鈞鈞等。由於6月17日是韓的62歲生日，現場支持者一起唱生日快樂歌給他。李佳芬發言時激動落淚感謝鄉親支持，韓發言時提及農業產銷問題，最後他帶著衆人高喊「拒絕一国两制、熱愛中華民國、堅持自由民主、堅持和平繁榮」。
6月22日臺中造勢比之前幾場相比要延遲三小時在下午三點開始，以避免觀衆中暑，主辦方最後宣佈現場破20萬人，立委沈智慧、立委王育敏、台中市前市長胡志強與妻子邵曉鈴等人上臺致詞。韓發言時批評民進黨中央政府在骨痛熱症防疫資金上因政黨不同而打韓卡高雄，爲中小型企業提出經濟解方「拉進來，打出去」及與其他經濟體簽訂自由貿易協定的重要性，致詞後現場民眾舉起「手機燈海」大合唱「堅持」重現去年11月高雄「三山造勢」（鳳山、旗山、岡山）情形。
6月30日下午15點，新竹縣造勢在縣政府廣場舉辦，這是初選民調前的最後一場，主持人最後宣佈有30萬人到場。新竹縣前縣長邱鏡淳、現任縣長楊文科、議長張鎮榮、立委林為洲、立委陳超明、立委沈智慧等，經濟學家馬凱，以及新竹縣市的許多議員都上台支持。李佳芬因感冒而缺席新竹場，韓發言時提及當年總統蔣經國、行政院長孫運璿和經濟部長李國鼎推動建立新竹科學園區這40年來的發展成果證明政治人物做出正確的政治決策對國家發展的重要性；作爲「客家女婿」（李佳芬是客家人）他推崇客家人的忠義精神；他再次批評行政院對高雄登革熱疫情消極應對並有些幸災樂禍，去年蔡政府卻派人及資金支援越南和印尼防治登革熱，説明民進黨藍綠有別的態度是在台灣搞「一國兩制」；他公開呼籲韓粉在7月6日（原定7月6日舉辦的高雄造勢活動已取消）穿上國旗衣拿上國旗到高雄來觀光消費，振興高雄的庶民經濟。最後在手機燈海中衆人大合唱〈快樂的出航〉與〈客家本色〉。
縱觀五場造勢都出席的名人包括：前立委孫大千、藝人熊海靈、全國農會理事長蕭景田、國民黨中央委員徐正文、新北市議員邱烽堯，「挺韓五虎將」庶民韓粉強強滾、文山伯、杏仁哥、陳清茂、貼紙哥，老音樂人孫建平和老韓粉合唱團演唱挺韓歌曲《我們都是一家人》。除了第一場臺北凱道不允許擺攤外，餘下四場都有許多攤販參加，巨大人潮讓「國瑜夜市」的許多攤商收入倍增。除了第一場，立委許淑華和臺南市議員謝龍介皆有參加其他四場造勢，許淑華也是後程的主持人。

### 國政願景發表會
2019年，國民黨初選階段，在北、中、南召開3場國政願景電視政見發表會，並預先公布12道題目，第一階段每位參選人均有12分鐘發表政見；第二階段問答，是從當天設定的4項主題在現場抽出2道題目，每人有3分鐘答題。
6月25日晚，TVBS主辦的首場國政願景發表會在高雄市舉辦。6月29日下午三點，東森電視主辦的第二場國政願景發表會在台中舉行。7月3日晚上8時至10時在臺北市舉行第三場國政願景發表會，由中天電視主辦。

### 黨內勝出

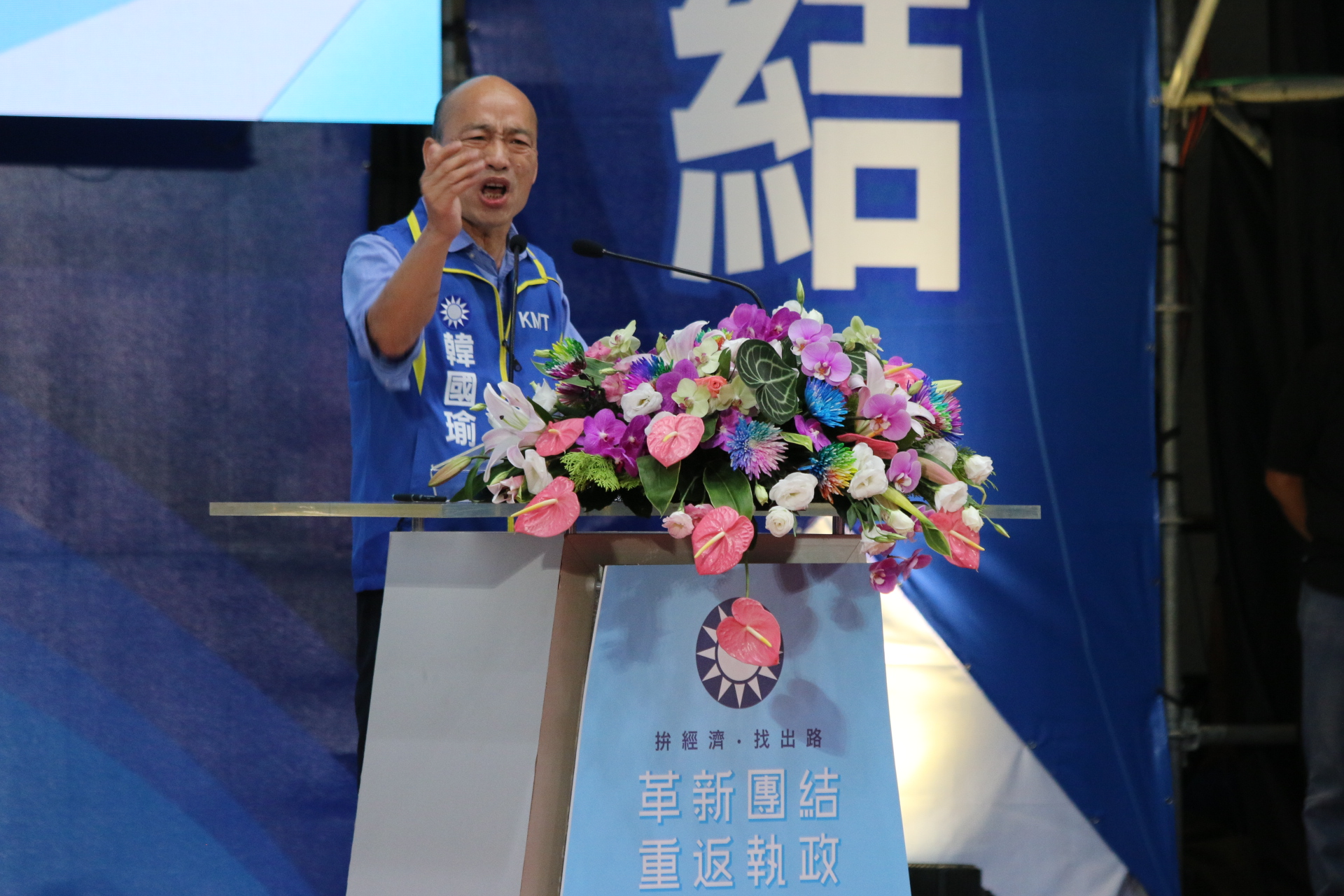
2019年7月28日，韩国瑜在新北市板橋體育場举行的国民党全代会上接受总统候选人提名后发表讲话。

2019年7月15日，中國國民黨公布初選民調結果，韓國瑜以民調總平均數44.805%，各民調全面壓倒性勝第二名、平均27.73%的郭台銘，將代表中國國民黨參加2020年中華民國總統選舉。
7月17日，国民党中常会通過提名韓國瑜參選2020總統大選的议案，同時也刪除總統兼任黨主席的條款。7月28日，中國國民黨在新北市板桥体育馆召开第二十届第三次全国代表大会，大会以「革新团结，重返执政」为主题口号，正式通过提名韓國瑜为2020年中华民国总统选举国民党参选人，韓在演講中説到：「未來四年關係著我們國家的命運，全體人民要做出莊嚴的選擇：選擇捍衛中華民國還是毀掉中華民國、選擇遵行憲法還是破壞憲法、選擇奮發向前還是原地踏步、選擇鬆綁經濟還是綑綁民主、選擇對外開放還是閉關鎖國、選擇兩岸穩定還是台海危機。我還要向全體人民提出呼籲，明年我們選的不是顏色，而是方向；不是選擇藍色、綠色、白色，而是選擇台灣，選擇中華民國，選擇走向正確的方向」。他向數百萬海外僑胞發出一支呼群保義的穿雲箭，要僑胞把民進黨執政無能、腐敗的殘酷事實告訴給其所在地的國外政治人物；最後呼籲「2020總統大選，大家一定要團結起來，心手相連，一定要把無能亂搞的蔡英文政府拉下台，讓我們迎向美好、燦爛、充滿歡樂和富庶的台灣！」

## 2020年總統選舉

### 競選團隊
2019年8月17日，韓國瑜帶領顧問團骨幹成員召開國政顧問團成軍記者會，顧問團由馬英九政府時期的正副閣揆張善政、杜紫軍擔任正副總召集人；9月11日第二波名單起，顧問團下設兩岸、外交、憲政司法、廉能政府、警政治安與毒品防制、國土規劃－建設－防災、勞工政策、文化、國防、經濟產業、財政金融、農業、科技與數位、能源、青年及創新創業政策、交通、環保與生態、醫療與長照、社會福利、教育、體育、觀光、客家、原住民共24个小組，成員人數有200人，目前只公布100多人名单。國政顧問團政策議題发布官方網站——集智台灣平台 （页面存档备份，存于）。

### 政策主張
8月22日中午，韓與國策顧問團的張善政、杜紫軍和黃士修在韓的Facebook粉專視頻直播公佈能源政策，提出五點主張：「一、重新檢討臺灣能源發展的合理目標及策略；二、提高國家能源安全，減少跨區供電；三、逐年減少燃煤發電，降低空氣污染；四、推動產業轉型及節能，降低用電成長；五、遵守公投決定，落實以核養綠策略。」
8月29日中午，韓与張善政、社福組召集人馮燕、中正大學社福系副教授吳明儒，在張善政脸书视频直播聊为青年撐腰三策：「錢給你、做自己」的百億元「就業安定基金」、「住一起、省到底」的「老青住宅」、「留下來、我挺你」的吸引年輕人回流返鄉。
9月12日中午，韓與外交组召集人何思因、資深外交官介文汲在韓的臉書視頻直播公佈外交政見和外交白皮書，表示要在「捍衛主權、發財外交、裡子外交、多交朋友」四大主張下，全力推動洽簽雙邊自由貿易協定及加入CPTPP及RCEP等區域經濟體，開創有利國際競爭的國内產業環境。
9月19日中午，韓與張善政、醫療與長照小組召集人台大醫院副院長王明鉅、陽明大學衛生福利研究所教授李玉春在韓的臉書視頻直播談長照政策，主張將長照改為全民保險制，未來個人、雇主、政府各出一部分錢，每位民眾平均一個月只多繳一個便當的錢，避免現行制度下長照涵蓋不足、財源不穩，且動輒發生中壯年人為照顧親人而離職的問題。
10月10日中午，韓和張善政、顧問團兩岸小組的趙建民、蘇起、蔡得勝，召開記者會發布兩岸政策白皮書，談到九二共識、台獨、一國兩制及香港反送中等議題，公佈四大主張：第一，堅持一中各表的九二共識；第二，兩岸恢復互信、重建對話架構；第三，建立朝野對話機制、形成內部共識；第四，讓台灣成為大陸民主化的借鑑。韓表示現在兩岸目前不存在統一或獨立的條件，我們這一代人沒有權利限制下一代人的選擇；張認為九二共識被民進黨用一國兩制污名化，應回歸到蘇起最原始的一中各表的版本；張說兩岸政策有四項目標，第一點是反對一國兩制、反對台獨；第二捍衛中華民國，確保台灣安全；第三，兩岸和平雙贏（雙贏第一步的做法就是恢復兩岸互信與對話機制，落實兩岸協議）；第四，人民有錢，台灣繁榮。
10月20日下午，韓與張善政等顧問團成員在台南市舉行觀光政策記者會，吳敦義與洪秀柱等立委參選人，以及中華民國旅館公會等觀光產業代表到場支持，顧問團發佈五大觀光政策：大升級，設立觀光部，成立臺灣觀光產業研究院，擴大振興觀光發展基金規模，觀光機關3年內預算倍增至百億；大建設，將國內機場提升為國際機場，同時提升港埠的建設與服務設施；大開發，針對不同游客采取差異性營銷，與國際或區域知名旅游社群與平臺合作國際行銷，提升國際能見度；大落實，簡化潛力市場國家簽證與入境程序，將與大陸協商，逐步放寬團客及自由行管制，開放自由行及團客二、三線城市，促使對岸來客數逐步增加；大目標，觀光業產值佔全國GDP比率倍增，在2024年將來台觀光客提升到1500萬人次，在2028年達到2000萬人次。
10月27日下午，吳敦義、張善政、黨籍新住民立委林麗蟬、社福組組長馮燕出席韓國瑜新移民政見發表會暨新移民全國後援總會成立大會。張善政稱台灣新住民已突破五十五萬人，應比照原民會、客委會，在行政院下設立「新移民委員會」。顧問團推出九項新移民政策，包括建構國家級分級分類通譯制度、推動跨國企業與新移民子女產學合作、培養新移民職業考試知能、提供華語學習環境建立數位化學習平台、發揮移民多元文化優勢培育國際人才、陸配取得身分證年限由六年降至四年、未納保懷孕新移民納全民健保、初入境新移民關懷服務等。
11月7日，國政顧問團針對勞工政策提出勞退、勞保、就保的改革方案：《勞工退休金條例》中，同額補貼低薪年青勞工（35歲以下）「自提退休金」入其勞工「個人勞退專戶」，照顧退休生活。以上限6％、月薪3萬元為例，若勞工自提3％每月9百元，政府相對補貼9百元，也就是政府一年補貼勞工達10800元。另外，雇主提繳上限6％部分，也會適時檢討，並逐步提高提繳費率，保障勞工老有所安。《勞工保險》部分，基於「不能少領、政府負責」的原則，韓提出兩點作法，包括在二年內編列1千億元撥補勞保基金，之後每年在維持基金適當水位的原則下，持續撥補；此外提高勞保基金運用收益，並檢討評估機關組織型態及創新操作方式。韓將修正《就業保險法》，將自僱型工作者和獨力工作者納入就業保險制度，並修改就業保險給付規定，將申請第二胎及以上育嬰留職停薪勞工的津貼延長為九個月。同時建立「部分失業給付」制度，以因應經濟不景氣或經貿環境變動而導致個別企業非自願性縮減工時（無薪假），提供勞工更周延的保障。
11月25日上午，張善政、馮燕、吳清基、陳芬苓舉行「0-6歲國家幫忙養政策」記者會，針對少子化和年輕人不敢生育問題，宣佈政府會用570億元讓民眾可以放心生，國家將提供生育0到6歲育嬰養育補助費，其中生育第1胎補助3萬元，第2胎起出生即補助6萬元，且不論胎別，每年補助6萬元，直到滿6歲。
11月28日晚，韓在接受東森電視台「平論無雙」專訪時發出他的教育政策第三支箭：未來全國四十五歲以下的軍公教警消人員，只要申請到學校，每人出國進修一年。
- 南台灣國際機場：10月16日，高雄市長韓國瑜開始請假首日至屏東拋出話題，指南台灣到現在沒有一個現代化國際機場，小港機場過12半夜12時就宵禁，讓南台灣生命力放不出來[73]。交通部對此表示，政府了解南部發展需要，但在環保意識及空域、陸域難規劃下，要建新機場有其困難度。現階段整建現有機場比較務實，對於提升高雄國際機場服務，行政院已於107年2月核定「高雄國際機場2035年整體規劃」，預計投入新台幣252億元新建國際航廈、轉運中心、維修棚廠、汰換空橋以及改善滑行道等設施，可以大幅提升其服務能力[74]。

- 廢除一例一休：10月17日，韓受訪表示企業主跟勞工怨聲載道，當選後將主動廢除一例一休[75]。

- 設立觀光部：10月20日，韓國瑜下午在台南市舉行觀光政策記者會，會中宣布若能當選，將把交通部觀光局的位階提升到部會層級。並把年度預算至少加倍。藉著位階提高，發揮把人帶進來的功能。[76]

- 調降稻米安全比率，釋出農地：10月21日，韓國瑜全國傾聽之旅至農業大縣嘉義縣，韓提出重大農業政見其中第三項，全面檢討目前稻米安全存量35%的政策，希望逐步調降比率，將農地釋出活用[77]。對此農委會認為恐影響市場糧價及農民收益，目前明定應儲備不低於3個月稻米消費量的安全存量，是考量稻作生育期約4個月，若國內缺糧自國外進口到充分供應市場約需3個月時間，「貿然調降安全存量比率，恐危害國家糧食安全」[78]。

- 政府資助交換學生出國遊學一年：10月25日，韓在雲林的傾聽之旅中提出，當選總統將全力推動中英雙語教育，鼓勵大學生和研究生，在求學過程中要有一年去國外當交換生，韓身為總統的話，所有費用一定會想辦法來解決。韓26日表示，若以一年5萬人計算，目前可挪用500億元前瞻基礎建設經費，不夠的可再由政府負擔[79][80]。26日，韓辦澄清，韓正確想法是，補助一半，加上排富條款語言檢定門檻[81]。

- 開放澎湖小三通：10月27日，韓國瑜在澎湖發表言論，認為交通是人進不來的因素，承諾當選後將研擬澎湖小三通的開放[82]。陸委會發布新聞稿澄清，澎湖小三通2001年就已實施專案辦理，2008年更進一步常態化，已經超過10年[83]。對于陸委會的回應韓競辦發聲明指出：韓表達的是「澎湖需要真正落實小三通」，例如透過固定航班，讓更多陸客來澎湖，而不是透過專案申請，或是借道金門縣再轉來澎湖的小三通。澎湖縣長賴峰偉進一步表示，現行澎湖的小三通實際上是「有小三通之名，無小三通之實」，原因在於一直沒有與大陸建立穩定的海陸航線，陸客大多透過金門進入澎湖，運能相當有限，前2年澎湖的大陸觀光客1年僅3000餘人，顯見小三通對澎湖尚無明顯助益。[84]

- 學貸免息、延長還貸至12年：11月上旬，韓再提青年教育政策，對於大學生的助學貸款應該免繳利息，1.15%的利息該由政府來補貼銀行。有貸款的畢業生若找不到工作，可以延長還款期限，從現行的4年變為12年[85][86][87]。

- 「0-6歲國家幫忙養」：國家提供生育0到6歲育嬰養育補助費，生育第1胎補助3萬元，第2胎起出生即補助6萬元，每年補助6萬元，直到滿6歲。

### 競選策略
11月28日，韓國瑜認為在該次選舉中有許多有心人士惡意操弄民意調查，讓一些民調數字與真實的民意差距過大，因此他呼籲自己的支持者在接受民調時，應該表示「唯一支持蔡英文」，但是要在投票日時投票支持韓國瑜。

### 電視台宣傳
8月起，中視新聞接續自1月的現場直擊系列報導，繼續直播韓國瑜活動，跟隨7月底全代會時，韓國瑜的穿雲箭口號。新增穿雲箭標題開頭系列。
11月起，獲中天新聞台報導、中視新聞報導，以及旺旺中時媒體集團旗下的新聞龍捲風節目以類似不中斷廣告方式，直播介紹庶民列車、傾聽之旅等造勢活動現場，直播時間最長接近5小時半，新聞龍捲風並於首播後重播一次
。

### 請假參選
10月15日，韓國瑜在市政會議上向高雄市政府局處首長告假，自16日起全心全力投入總統大選，請假至1月11日選舉結束，市長一職由時任副市長葉匡時代理。他當時表示，許多朋友勸他去參選總統，不是要他放棄高雄，而是要把溫暖與希望，帶到全臺灣。韓國瑜請假期間，市長一職由時任副市長葉匡時代理。16日，韓國瑜的請假公文正式送出，假期由當日起至翌年1月11日。此事又被稱為「放韓假」。根據綠黨於「放韓假」首日釋出的民意調查顯示，有59%的高雄市民不贊成韓國瑜請假投入總統選舉，有34.3%則贊成。民調也顯示，各族群、年齡都反對「放韓假」的做法。另外，有56.2%的高雄市民認為韓國瑜應辭去市長職務參選，而有38.3%則不認為他應該辭職。根據《KEYPO大數據關鍵引擎》的熱門關鍵字分析，2019年10月11日至17日的一星期跟韓國瑜有關的討論議題中即包括了「我現在要出征」、「放韓假」、「請假不如請辭」、「請假很難嗎」等。大部分的媒體和網友對於韓國瑜當選市長不到一年就請假抱持較負面的觀感，而網絡上也出現韓國瑜的請假日記、韓國瑜的年曆等惡搞圖文。
民進黨團書記長李俊俋稱，根據中華民國內政部編印的「民選地方行政首長服務規範手冊」，民選縣市長的請假應依《公務人員行政中立法》第11條規定，也就是公務人員登記為公職候選人者，在候選人名單公告之日起至投票日止，應依規定請事假或休假。2020年選舉的候選人名單公告日是2019年12月13日，然而韓國瑜卻由當年10月16日就開始請假3個月，而且韓國瑜只有14天年假、7天事假的額度，並不像4年前帶職參選的朱立倫因已服公職多年而累積請了64天假。李俊俋又稱，韓國瑜若要請假，至少應像朱立倫當年捐出60萬新台幣的薪水。又謂「韓假比暑假還長」，稱韓國瑜規避市議會總質詢、定期會，並質問韓國瑜「市民、市議會能接受嗎？」民進黨高雄市議員批評韓國瑜不敢面對議會總質詢時任中華民國總統蔡英文競選連任發言人阮昭雄亦表示，他很訝異韓國瑜面對第一次自己提出的市政計畫及議會的總質詢，選擇的卻是逃避，也違背了他先前「平日市政、假日選舉」的承諾。民進黨議員林智鴻則批評韓國瑜「如果沒有忘記高雄，韓國瑜就不會在眾高雄人反對市長落跑時，選擇落跑；如果想念高雄，韓國瑜就不會在面對預算審查與總質詢時，沒有回高雄向議會與市民報告預算規劃。」

### 選前大造勢
12月29日18點至22點，首場大造勢「國政領航 台灣富強—韓國瑜大台中勝選晚會」在臺中市舉行，儅天下雨晚上才停，郭子乾和利菁擔任主持人，周治平和李麗芬等多位藝人獻唱，黨主席吳敦義率領多位國民黨中常委，臺中市長盧秀燕、新竹县长楊文科、苗栗县长徐耀昌、彰化县长王惠美、南投县长林明溱、云林县长張麗善共七位中部地區縣市長集體戴上口罩以示抵制空污的決心，以及許多議員及立委參選人都到場支持，主辦方最後宣佈出席人數破30萬人。韓在朱立倫和張善政致辭后上臺，韓發言時說出要推動全台「六塊肌計畫」：北北基為政治重鎮，桃竹苗為科技文創中心，中台灣推動文化教育娛樂運輸製造中心，雲嘉南是台灣糧倉和文化特色，高高屏是最重要的工業運輸宗教旅遊中心，宜蘭花蓮是宗教、旅遊與影視中心。他也再次提到政見會上所說的啟動人才培養的「滿天星計畫」。他要帶領人民走一條英雄的路——「心中有人民，沒有自己」。

### 國民黨以外政治組織支持
是次選舉，韓國瑜得到了國會政黨聯盟，以及反對台灣獨立，支持台灣實行一國兩制的新黨和中華統一促進黨支持。

### 大選後臉書群卧底現形
在1月11日四時，選舉過後，原本一個由韓國瑜支持者組成的社團 「韓國瑜後援會」，群內的成員突然倒戈，宣稱自己是蔡英文支持者，並祝願「韓國輸」。

## 參選結果

| 1        | 宋楚瑜、余湘   | 親民黨        | 608,590票   | 4.26%                              |                                    |
| 2        | 韓國瑜、張善政 | 中國國民黨    | 5,522,119票 | 38.61%                             |                                    |
| 3        | 蔡英文、賴清德 | 民主進步黨    | 8,170,231票 | 57.13%                             | 當選                               |
| 選舉日期 | 選舉日期       | 2020年1月11日 | 選舉人數    | 19,311,105人                       | 19,311,105人                       |
| 投票率   | 投票率         | 74.90%        | 投票人數    | 有效：14,300,940人 無效：163,631人 | 有效：14,300,940人 無效：163,631人 |

## 敗選分析

### 國民黨中央敗選報告
- 惟在本次競選過程中，因市長就職之後不到半年旋即宣布參選總統，無法彌平落跑市長的爭議，誠信問題受到質疑，議會備詢跳針式回答、太平島挖石油、迪士尼到高雄極具話題性的政見逐一跳票，能力問題飽受懷疑，失言、歧視語言、違規農舍、豪宅案、麻將照到新莊王小姐案等等事件，私德問題亦備受考驗，庶民形象大大削減。被新聞媒體與網路輿論批評，形成「草包」的既定印象，增強反對力道，嚴重影響選情，不利於爭取青年及中間選民的認同。
- 由選舉結果而論，在投票率大幅提高的情況下，雖國民黨得票數較上一居總統選舉已成長近一百七十萬票，表示既有支持者有回流的跡象，但蔡英文在競選連任的情況下，選票仍成長近一百三十萬，韓蔡相較，顯示蔡英文較能獲得新增選民及中間選民的支持與認同。高雄市長勝選模式無法複製，選戰策略選擇失誤。總統候選人時常僅以旋風式的方式造訪地方，雖在媒體上能估據若干版面達傳播之效，但無法實質上有效增加與地方緊密的連結感。
- 此外，本次選戰亦缺乏科學化的作戰方式，由本次選舉經驗觀察，總統候選人在坊間媒體民調曾長期遙遙領先民進黨候選人，惟在諸多事件的影響下，民調數據一路下探，但在此之間卻未見競選團隊參考及利用民調與大數據的資訊，即時評估影響選情的重要因素，並做好因應措施，進而隨時修正選戰步調，規劃選戰議題等作為。[113]

## 資料來源
1. ↑  聯合新聞網. . 聯合新聞網.   [2019-12-18]. （原始内容存档于2019-12-18） （中文（臺灣））.
2. ↑  TVBS. . TVBS.   [2019-12-20]. （原始内容存档于2019-12-20） （中文（臺灣））.
3. ↑  . www.cna.com.tw.   [2019-12-18]. （原始内容存档于2019-11-10） （中文（臺灣））.
4. ↑  風傳媒. . 2019-12-07. （原始内容存档于2019-12-26）.
5. ↑  聯合新聞網. . 2020總統立委選舉.   [2019-12-31]. （原始内容存档于2019-12-09） （中文（臺灣））.
6. ↑  中央社. . 2019-03-07. （原始内容存档于2019-07-16）.
7. ↑  聯合新聞網. . 聯合新聞網.   [2019-07-16]. （原始内容存档于2019-04-01） （中文（臺灣））.
8. ↑  關鍵時刻, , 2019-03-11  [2019-07-16]
9. ↑  中時電子報. . 中時電子報.   [2019-07-16] （中文（臺灣））.
10. ↑  聯合新聞網. . 聯合新聞網.   [2019-07-16]. （原始内容存档于2019-07-16） （中文（臺灣））.
11. ↑  聯合新聞網. . 聯合新聞網.   [2019-07-16]. （原始内容存档于2019-07-16） （中文（臺灣））.
12. ↑  . 中央社CNA.   [2019-04-09]. （原始内容存档于2019-04-09） （中文（臺灣））.
13. ↑  Storm.mg. . www.storm.mg. 2019-04-05  [2019-07-16]. （原始内容存档于2019-07-16） （中文（臺灣））.
14. ↑  中時電子報. . 中時電子報.   [2019-07-16]. （原始内容存档于2019-04-15） （中文（臺灣））.
15. ↑  崔德興. . 香港01. 2019-05-04  [2019-07-16]. （原始内容存档于2019-07-16） （中文（香港））.
16. ↑  . tw.news.yahoo.com.   [2019-07-16]. （原始内容存档于2019-07-16） （中文（臺灣））.
17. ↑  郭凱杰. . NOWnews 今日新聞. 2019-06-05  [2019-07-16]. （原始内容存档于2019-06-07） （中文（臺灣））.
18. ↑  中時電子報. . 中時電子報.   [2019-06-27]. （原始内容存档于2019-06-07） （中文（臺灣））.
19. ↑  中時電子報. . 中時電子報.   [2019-06-27] （中文（臺灣））.
20. ↑  中時電子報. . 中時電子報.   [2019-06-27] （中文（臺灣））.
21. ↑  . YouTube (許芝瑋).   [2019-11-23]. （原始内容存档于2019-09-24）.
22. ↑  中時電子報. . 中時電子報.   [2019-06-27]. （原始内容存档于2019-06-08） （中文（臺灣））.
23. ↑  中時電子報. . 2019-06-11. （原始内容存档于2019-06-11）.
24. ↑  中時電子報. . 中時電子報.   [2019-06-28] （中文（臺灣））.
25. ↑  中時電子報. . 中時電子報.   [2019-06-28]. （原始内容存档于2019-06-09） （中文（臺灣））.
26. ↑  中時電子報. . 中時電子報.   [2019-06-28] （中文（臺灣））.
27. ↑  中時電子報. . 中時電子報.   [2019-06-28] （中文（臺灣））.
28. ↑  中時電子報. . 中時電子報.   [2019-06-28]. （原始内容存档于2019-06-11） （中文（臺灣））.
29. ↑  中時電子報. . 中時電子報.   [2019-06-28]. （原始内容存档于2019-06-17） （中文（臺灣））.
30. ↑  . 東森新聞.   [2019-07-02]. （原始内容存档于2019-07-02） （中文（繁體））.
31. ↑  中時電子報. . 中時電子報.   [2019-06-28]. （原始内容存档于2019-06-21） （中文（臺灣））.
32. ↑  中時電子報. . 中時電子報.   [2019-06-28]. （原始内容存档于2019-06-16） （中文（臺灣））.
33. ↑  中時電子報. . 中時電子報.   [2019-06-28] （中文（臺灣））.
34. ↑  聯合新聞網. . 聯合新聞網.   [2019-06-28]. （原始内容存档于2019-06-24） （中文（臺灣））.
35. ↑  聯合新聞網. . 聯合新聞網.   [2019-06-28]. （原始内容存档于2019-06-24） （中文（臺灣））.
36. ↑  中時電子報. . 中時電子報.   [2019-07-01]. （原始内容存档于2019-07-02） （中文（臺灣））.
37. ↑  中時電子報. . 中時電子報.   [2019-07-01] （中文（臺灣））.
38. ↑  中時電子報. . 中時電子報.   [2019-07-01]. （原始内容存档于2019-07-01） （中文（臺灣））.
39. ↑  中時電子報. . 中時電子報.   [2019-07-01]. （原始内容存档于2019-07-01） （中文（臺灣））.
40. ↑  中時電子報. . 中時電子報.   [2019-07-01]. （原始内容存档于2019-07-01） （中文（臺灣））.
41. ↑  . 自由電子報.   [2019-07-18]. （原始内容存档于2019-07-18）.
42. ↑  TVBS. . TVBS.   [2019-07-18]. （原始内容存档于2019-07-18）.
43. ↑  . www.msn.com.   [2019-07-18]. （原始内容存档于2019-07-18）.
44. ↑  自由時報電子報, , 2019-06-25  [2019-07-16], （原始内容存档于2019-07-14）
45. ↑  台視新聞 TTV NEWS, , 2019-06-29  [2019-07-16]
46. ↑  台視新聞 TTV NEWS, , 2019-07-03  [2019-07-16], （原始内容存档于2019-07-16）
47. ↑  聯合新聞網. . 聯合新聞網.   [2019-07-15]. （原始内容存档于2019-07-15）.
48. ↑  . 2019-04-10  [2019-04-10]. （原始内容存档于2019-04-10）.
49. ↑  ,   [2019-07-19], （原始内容存档于2019-09-24） （中文）
50. ↑  ,   [2019-08-03] （中文）
51. ↑  ,   [2019-08-13], （原始内容存档于2019-09-24） （中文）
52. ↑  中時電子報. . 中時電子報.   [2019-08-13]. （原始内容存档于2019-07-30） （中文（臺灣））.
53. ↑  中時電子報. . 中時電子報.   [2019-08-17]. （原始内容存档于2019-09-15） （中文（臺灣））.
54. ↑  ,   [2019-08-17] （中文）
55. ↑  ,   [2019-08-22] （中文）
56. ↑  ,   [2019-09-02] （中文）
57. ↑  中時電子報. . 中時電子報.   [2019-09-02]. （原始内容存档于2019-09-03） （中文（臺灣））.
58. ↑  ,   [2019-09-12] （中文）
59. ↑  中時電子報. . 中時電子報.   [2019-09-12] （中文（臺灣））.
60. ↑  ,   [2019-09-19] （中文）
61. ↑  中時電子報. . 中時電子報.   [2019-09-19]. （原始内容存档于2019-09-24） （中文（臺灣））.
62. ↑  中時電子報. . 中時電子報.   [2019-10-12] （中文（臺灣））.
63. ↑  ,   [2019-10-12] （中文（中国大陆））
64. ↑  新頭殼newtalk. . 2019-10-10. （原始内容存档于2019-10-10）.
65. ↑  ,   [2019-10-20], （原始内容存档于2019-11-03） （中文（中国大陆））
66. ↑  中時電子報. . 中時電子報.   [2019-10-20] （中文（臺灣））.
67. ↑  . 公視新聞網.   [2019-10-20]. （原始内容存档于2019-10-20） （中文（繁體））.
68. ↑  . hk.crntt.com.   [2019-10-20]. （原始内容存档于2019-10-20）.
69. ↑  聯合新聞網. . 2020總統立委選舉.   [2019-10-28]. （原始内容存档于2019-11-01） （中文（臺灣））.
70. ↑  中時電子報. . 中時電子報.   [2019-11-07]. （原始内容存档于2019-11-07） （中文（臺灣））.
71. ↑  中時電子報. . 中時電子報.   [2019-12-20] （中文（臺灣））.
72. ↑  聯合新聞網. . 聯合新聞網.   [2019-12-18]. （原始内容存档于2019-12-18） （中文（臺灣））.
73. ↑  . 自由電子報. 2019-10-16  [2019-10-27]. （原始内容存档于2019-10-27）.
74. ↑  . www.cna.com.tw.   [2019-10-27]. （原始内容存档于2019-10-16）.
75. ↑  聯合新聞網. . 2020總統立委選舉.   [2019-10-27]. （原始内容存档于2019-10-28）.
76. ↑  . www.cna.com.tw.   [2019-10-27]. （原始内容存档于2019-10-27）.
77. ↑  聯合新聞網. . 聯合新聞網.   [2019-10-27]. （原始内容存档于2019-10-28）.
78. ↑  聯合新聞網. . 2020總統立委選舉.   [2019-10-27]. （原始内容存档于2019-10-27）.
79. ↑  聯合新聞網. . 2020總統立委選舉.   [2019-10-26]. （原始内容存档于2019-10-26）.
80. ↑  https://www.facebook.com/ETtoday. . www.ettoday.net.   [2019-10-27]. （原始内容存档于2019-10-27）.
81. ↑  TVBS. . TVBS.   [2019-10-27]. （原始内容存档于2019-10-27）.
82. ↑  聯合新聞網. . 聯合新聞網.   [2019-10-27]. （原始内容存档于2019-10-27）.
83. ↑  聯合新聞網. . 聯合新聞網.   [2019-10-27]. （原始内容存档于2019-10-28）.
84. ↑  中時電子報. . 中時電子報.   [2019-11-07]. （原始内容存档于2019-11-06） （中文（臺灣））.
85. ↑  ,   [2019-11-07] （中文（中国大陆））
86. ↑  ,   [2019-11-07] （中文（中国大陆））
87. ↑  經濟日報. . 經濟日報.   [2019-11-07]. （原始内容存档于2019-11-07） （中文（臺灣））.
88. ↑  李俊毅. . 中時電子報. 2019-11-29  [2019-12-09]. （原始内容存档于2019-11-29） （中文（臺灣））.
89. ↑  聯合新聞網. . 聯合新聞網.   [2019-12-18]. （原始内容存档于2019-12-18） （中文（臺灣））.
90. 1 2 3  . archive.is. 2019-11-25  [2019-11-25]. 原始内容存档于2019-11-25.
91. ↑  中時電子報. . 中時電子報.   [2019-11-25]. （原始内容存档于2019-07-29）.
92. 1 2  . archive.is. 2019-11-25  [2019-11-25]. 原始内容存档于2019-11-25.
93. ↑  . archive.is. 2019-11-25  [2019-11-25]. 原始内容存档于2019-11-25.
94. ↑  . archive.is. 2019-11-25  [2019-11-25]. 原始内容存档于2019-11-25.
95. ↑  . 民報. 2019-10-15  [2019-12-11]. （原始内容存档于2019-12-11）.
96. ↑  張育銘. . 香港01. 2019-10-15  [2020-02-03]. （原始内容存档于2020-02-03）.
97. ↑  . 自由時報. 2019-10-16  [2020-02-03]. （原始内容存档于2019-10-23）.
98. ↑  李紹瑜. . 上報. 2019-10-16  [2019-12-11]. （原始内容存档于2019-12-12）.
99. ↑  . 聯合新聞網. 2019-10-20  [2019-12-11]. （原始内容存档于2019-12-11）.
100. ↑  林瑋豐. . 風傳媒. 2019-10-15  [2019-12-11]. （原始内容存档于2019-12-11）.
101. ↑  石秀華; 周昭平. . 蘋果日報. 2019-10-15  [2019-12-11]. （原始内容存档于2019-12-13）.
102. ↑  丘采薇. . 聯合報. 2019-10-15  [2019-12-11]. （原始内容存档于2019-10-16）.
103. ↑  葛祐豪. . 自由時報. 2019-11-09  [2019-12-11]. （原始内容存档于2019-11-09）.
104. ↑  ,   [2019-12-31], （原始内容存档于2020-08-18） （中文（中国大陆））
105. ↑  中時電子報. . 中時電子報.   [2019-12-31]. （原始内容存档于2019-12-30） （中文（臺灣））.
106. ↑  Storm.mg. . www.storm.mg. 2019-11-02  [2020-01-04]. （原始内容存档于2019-11-05） （中文（臺灣））.
107. ↑  . www.cna.com.tw.   [2020-01-04]. （原始内容存档于2019-11-05） （中文（臺灣））.
108. ↑  . tw.news.yahoo.com.   [2020-01-04]. （原始内容存档于2019-08-11） （中文（臺灣））.
109. ↑  . www.cna.com.tw.   [2020-01-04]. （原始内容存档于2019-08-10） （中文（臺灣））.
110. ↑  . 自由時報.   [2020-01-11]. （原始内容存档于2020-01-11） （中文（臺灣））.
111. ↑  . 中央選舉委員會.   [2020-11-08]. （原始内容存档于2020-06-05）.
112. ↑  . 中央選舉委員會.   [2020-11-08]. （原始内容存档于2020-11-26）.
113. ↑  王寓中. . 聯合報. 2020-01-15  [2020-01-15]. （原始内容存档于2020-01-16）.